# Seznam rouenských biskupů a arcibiskupů
Seznam rouenských biskupů a arcibiskupů zahrnuje všechny představitele diecéze v Rouenu založené ve 3. století a povýšené roku 744 na arcibiskupství.

## Biskupové
- Sv. Nicaise cca 250
- Sv. Mellon 260–312
- Sv. Avitien 311–325
- Sv. Sever 325–341
- Eusebe cca 341–366
- Marcellin 366–385
- Pierre I. 385–393
- svatý Victricius 393–417
- Innocent 417–cca 426
- Sylvestre cca 426–442
- Malson cca 442–451
- Germain cca 451–462
- Crescent cca 462–488
- Godard 488–525
- Filleul 525–542
- Evode cca 542–550
- Prétextat 550–589
- Melance 589–602
- Hidulphe 602–631
- svatý Romanus z Rouenu 631–640
- svatý Ouen 641–684
- svatý Ansbert z Rouenu 684–693
- Grippo 695–cca 719
- Rainland cca 719–cca 732
- Hugo z Rouenu 720–730
- Robert I. 740–744

## Arcibiskupové (od roku 744)
- Grimo 744–cca 748
- Rainfroy 748–753
- Remigius z Rouenu 753–762
- Hugo II. 762–769
- Meinhard 769–cca 800
- Gilbert 800–828
- Ragnoard 828–836
- Gombaud 836–849
- Paul 849–855
- Ganelon 855–869
- Adalard 869–872
- Riculf 872–876
- Jean I. 876–889
- Witton 889–cca 910
- Francon 911–919
- Gonthard 919–942
- Hugo III. de Cavalcamp 942–989
- Robert z Normandie 990–1037
- Mauger 1037–1055
- Maurille 1055–1067
- Jean II. z Ivry 1067–1078
- Guillaume I. Bonne-Âme 1078–1110
- Geoffroi le Breton 1111–1128
- Hugo IV. d'Amiens 1129–1164
- Rotrou de Beaumont 1165–1184
- Gautier de Coutances 1184–1208
- Robert III. Poulain 1208–1222
- Thibaud d'Amiens 1222–1231
- Maurice 1231–1237
- Pierre II. de Colmieu 1237–1245
- Eudes I. Clément 1245–1247
- Eudes II. Rigaud 1247–1276
- Guillaume II. de Flavacourt 1276–1306
- Bernard de Fargis 1306–1311
- Gilles I. Aycelin de Montaigut 1311–1319
- Guillaume III. de Durfort 1319–1331
- Pierre III. Roger de Beaufort 1331–1338
- Aimery Guenaud 1338–1342
- Nicolas I. Roger 1342–1347
- Jean III. de Marigny 1347–1351
- Pierre IV. de la Forêt 1351–1356
- Guillaume IV. de Flavacourt 1356–1369
- kardinál Philipp II. z Alençonu 1369–1375
- Pierre V. de la Montre 1375
- Guillaume V. de Lestranges 1375–1388
- Guillaume VI. de Vienne 1389–1406
- Louis I. d'Harcourt 1406–1422
- Jean d'Armagnac 1407–1409
- kardinál Jean IV. de La Roche-Taillée 1422–1430
- Hugues V. des Orges 1430–1436
- kardinál Ludvík II. Lucemburský 1436–1443
- Raoul Roussel 1443–1455
- kardinál Guillaume VII. d'Estouteville 1453–1482
- Robert IV. de Croixmare 1482–1494
- kardinál Georges d’Amboise 1493–1510
- kardinál Georges II. d’Amboise 1510–1550
- kardinál Charles I. de Bourbon 1550–1590
- kardinál Charles II. de Bourbon 1590–1594
- Charles III. de Bourbon 1594–1604
- kardinál François I. de Joyeuse 1605–1614
- François II. de Harlay 1614–1651
- François III. de Harlay de Champvallon 1651–1672
- François IV. Rouxel de Médavy de Grancey 1672–1691
- Jacques Nicolas Colbert 1691–1707
- Claude-Maur d'Aubigné 1708–1719
- Armand Bazin de Bezons 1719–1720
- Louis III. de La Vergne de Tressan 1724–1733
- kardinál Nicolas de Saulx-Tavannes 1734–1759
- kardinál Dominique de La Rochefoucauld 1759–1790
- kardinál Etienne-Hubert Cambacérès 1802–1818
- François V. de Pierre de Bernis 1819–1823
- kardinál Gustav Maximilian de Croÿ 1824–1844
- Louis Blanquart de Bailleul 1844–1858
- kardinál Henri de Bonnechose 1858–1883
- kardinál Léon Thomas 1883–1894
- kardinál Guillaume Sourrieu 1894–1899
- Frédéric Fuzet 1899–1916
- kardinál Louis-Ernest Dubois 1916–1920
- André du Bois de La Villerabel 1920–1936
- kardinál Pierre Petit de Julleville 1936–1947
- kardinál Joseph-Marie Martin 1948–1968
- André Pailler 1968–1981
- Joseph Duval 1981–2004
- Jean-Charles Descubes 2004-2015
- Dominique Lebrun od 2015